# تومر سيسلي
تومر سيسلي (بالفرنسية: Tomer Sisley)‏
```
(و. 
1974
 – 
م
)
[
5
]
 هو 
ممثل
، 
وممثل هزلي
 من 
فرنسا
 . ولد في 
برلين
 .
[
6
]
```

## روابط خارجية
- تومر سيسلي على موقع IMDb (الإنجليزية)
- تومر سيسلي على موقع ميتاكريتيك (الإنجليزية)
- تومر سيسلي على موقع روتن توميتوز (الإنجليزية)
- تومر سيسلي على موقع ألو سيني (الفرنسية)
- تومر سيسلي على موقع ميوزك برينز (الإنجليزية)
- تومر سيسلي على موقع أول موفي (الإنجليزية)
- تومر سيسلي على موقع قاعدة بيانات الأفلام السويدية (السويدية)
- تومر سيسلي على موقع قاعدة بيانات الفيلم (الإنجليزية)
- تومر سيسلي على موقع كينوبويسك (الروسية)